# Trifon
Trifon – zespół trzech fonemów następujących bezpośrednio po sobie. Każdy wyraz o długości n fonemów zawiera n² trifonów (n>2).